# Vad, Neamț
Vad este un sat în comuna Dragomirești din județul Neamț, Moldova, România.

 Acest articol despre o localitate din județul Neamț este deocamdată un ciot. Puteți ajuta Wikipedia prin completarea lui.